# Csém
Csém é um município da Hungria, situado no condado de Komárom-Esztergom. Tem 6,28 km² de área e sua população em 2015 foi estimada em 388 habitantes.